# تزييف التفضيل

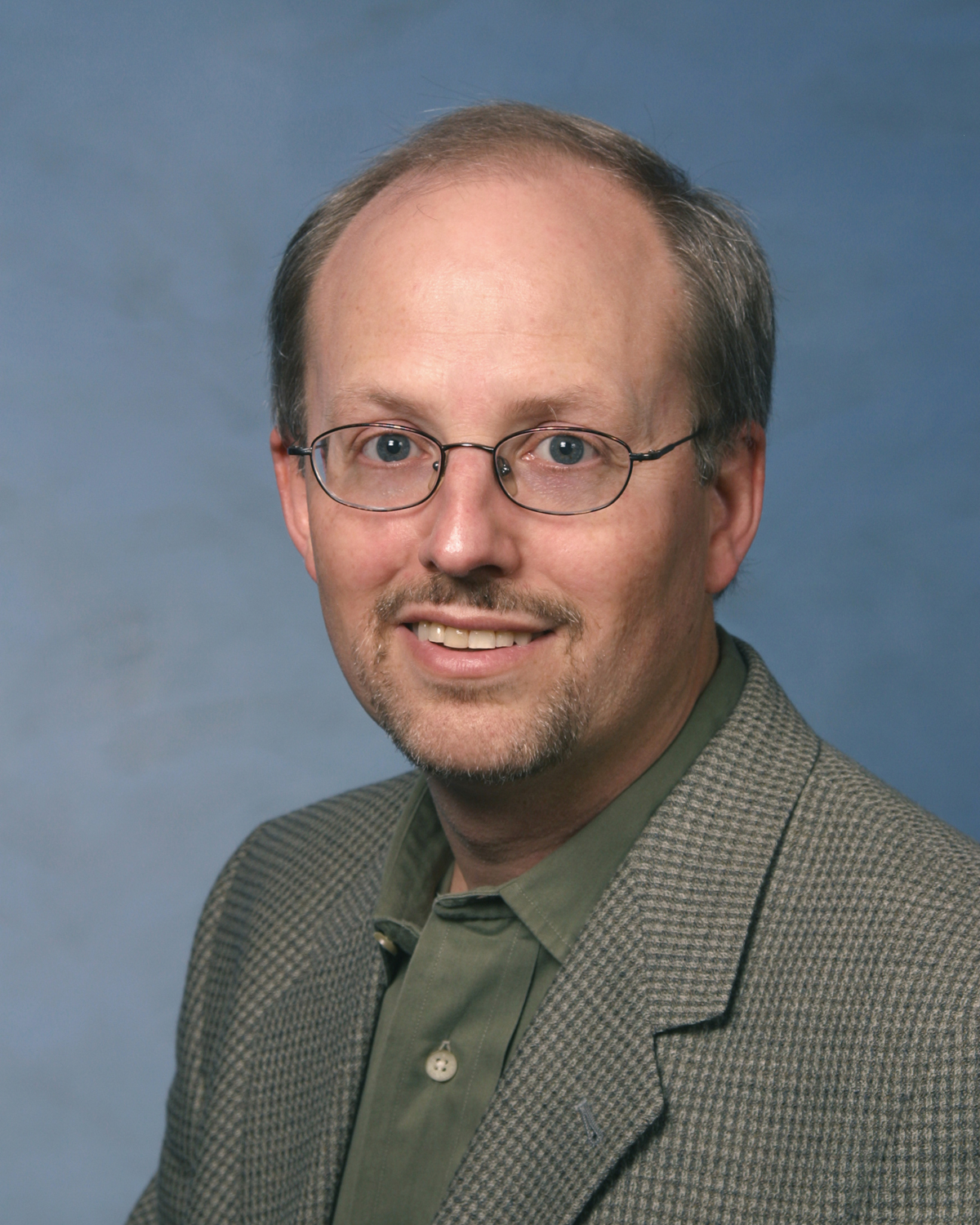
تيمور كوران، نشر فكرة تزييف التفضيلات في كتاب الحقيقة الخاصة، الأكاذيب العامة 1997.

تزييف التفضيلات هو تحريف الشخص لتفضيله في ظل الضغوطات العامة المتصورة. ينطوي على اختيار تفضيل صريح يختلف عن التفضيل الخاص الأساسي (أو ببساطة، تفضيل عام يتعارض مع التفضيل الخاص للفرد). عادة ما يبلغ الناس عن تفضيلات تختلف عما قد يرتبطون به بشكل خاص تحت غطاء موثوق به لإخفاء هويتهم (كما هو الحال في استطلاعات الرأي للباحثين أو منظمي استطلاعات الرأي). يمكن لمنظمي استطلاعات الرأي توظيف العديد من التقنيات كتجارب القائمة للكشف عن تزييف التفضيل.
صاغ تيمور كوران مصطلح تزييف التفضيل في مقال كتبه في عام 1987 بعنوان «الناخب الحرباء والاختيار العام». فيما يتعلق بالأمور المثيرة للجدل التي تشجع الأشخاص على تزييف تفضيلاتهم، أظهر كوران أن السياسات المكروهة بكثرة قد تبدو شائعة. قد يختلف توزيع التفضيلات العامة، والذي يعرفه كوران بالرأي العام، اختلافًا كبيرًا عن الرأي الخاص، وهو توزيع التفضيلات الخاصة المعروفة فقط للأفراد أنفسهم.
طور كوران الآثار المترتبة على هذه الملاحظة في كتاب صدر عام 1995 بعنوان «الحقائق الخاصة والأكاذيب العامة: العواقب الاجتماعية لتزييف التفضيلات». يجادل هذا الكتاب بأن تزييف التفضيل لا يقتصر فقط على وجوده في كل مكان وإنما له عواقب اجتماعية وسياسية هائلة. قدم كوران نظرية حول كيفية تشكيل تزييف التفضيل للقرارات الجماعية، والحفاظ على الاستقرار الاجتماعي، وتشويه المعرفة البشرية، وإخفاء الإمكانيات السياسية.

## شكل محدد من الكذب
يهدف تزييف التفضيل تحديدًا إلى تشكيل التصورات التي يحملها الآخرون حول دوافع المرء. على هذا النحو، لا تنطوي جميع أشكال الكذب على تزييف التفضيل. عدم إخبار شخص مصاب بمرض عضال خبرًا سيئًا هو كذبة بيضاء، ولكنه ليس تزييف التفضيل، لأن الدافع وراء ذلك ليس إخفاء رغبة ما.
لا يرادف تزييف التفضيل معنى الرقابة الذاتية، والتي تعني ببساطة حجب المعلومات. في حين أن الرقابة الذاتية هي فعل سلبي، يُعتبر تزييف التفضيل أداءً أو تظاهرًا. يستلزم التزييف اتخاذ إجراءات تهدف إلى إبراز تفضيل مفتعل.
يحدث الانتخاب الاستراتيجي عندما، في كشك الانتخابات السري، يصوت شخص للمرشح ب لأن المرشح أ، المفضل لديه، لا يمكنه الفوز. يستوجب ذلك التلاعب بالتفضيلات وليس تزييفها، وهو ما يعد استجابة للضغوط الاجتماعية. في كشك اقتراع سري، لا توجد ضغوط اجتماعية للتعامل معها ولا ردود فعل اجتماعية للسيطرة عليها.

## الرأي الخاص مقابل الرأي العام
يشيع استخدام مصطلح الرأي العام بمعنيين. الأول هو توزيع التفضيلات الحقيقية للأشخاص، والتي غالبًا ما تُقاس من خلال الاستطلاعات التي توفر سرية الهوية. المعنى الثاني هو توزيع التفضيلات التي يعبر الناس عنها في البيئات العامة، والتي تُقاس من خلال تقنيات المسح التي تسمح بإقران الردود مع مستجيبين محددين. يميز كوران بين المعنيين للوضوح التحليلي، مع الاحتفاظ بالرأي العام فقط للأخير. يستخدم مصطلح الرأي الخاص لوصف توزيع التفضيلات الخاصة للمجتمع، والمعروفة فقط للأفراد أنفسهم.

## المعرفة الخاصة مقابل المعرفة العامة
تعتمد التفضيلات الخاصة على مجموعة من خيارات المعرفة الخاصة، والتي تتألف من المفاهيم التي يحتفظ الأفراد بها في أذهانهم. الشخص الذي يفضل إصلاح النظام التعليمي يفعل ذلك اعتقادًا منه أن المدارس، على سبيل المثال، تخذل الطلاب، وأن منهجًا جديدًا سيخدمهم على نحو أفضل. لكن هذا الشخص لا يحتاج إلى أن يعبر للآخرين عن تأييده لمنهج جديد تجنبًا لرد الجماعات السياسية القوية، فيتظاهر بأن المناهج السائدة مثالية. بعبارة أخرى، يمكن أن تكون المعرفة العامة نسخة مشوهة، إن لم تكن ملفقة تمامًا، لما تدركه وتفهمه حقًا.
يؤدي تزييف المعرفة إلى اختلاف المعرفة العامة عن المعرفة الخاصة.

## ثلاثة ادعاءات رئيسية لنظرية كوران
يحدد كتاب الحقائق الخاصة، الأكاذيب العامة ثلاث عواقب اجتماعية أساسية لتزييف التفضيلات. تشويه القرارات الاجتماعية وتشويه المعارف الخاصة والثغرات الاجتماعية غير المتوقعة.

### تشويه القرارات الاجتماعية
من العواقب الاجتماعية لتزييف التفضيلات تشويه القرارات الاجتماعية. عندما يتعلق الأمر بتحريف الرأي العام، فإنه يفسد خيارات السياسة الجماعية للمجتمع. أحد تلك المظاهر هو المحافظة الجماعية، والتي يعرفها كوران على أنها الاحتفاظ بالسياسات التي ستُرفض في تصويت خلال اقتراع سري والرفض الضمني للسياسات البديلة التي، إذا جرى التصويت عليها، ستحظى بدعم ثابت.
على سبيل الذكر، افترض أن أقلية صاخبة داخل هذا المجتمع تشهر بمؤيدي إصلاح معين. لمجرد حماية سمعتهم الشخصية، قد يبدأ الأشخاص الذين يفضلون الإصلاح في التظاهر بالرضا عن الوضع الراهن. بسبب تزييف تفضيلاتهم، سيتوقف مؤيدو الإصلاح عن الإعلان عن رغباتهم في التغيير. مع وجود عدد كافٍ من مؤيدي الإصلاح الذين يختارون راحة البال من خلال تزييف التفضيلات، يمكن لأغلبية واضحة تفضل الإصلاح بشكل خاص أن تتعايش مع أغلبية تعارض نفس الإصلاح علنًا. بعبارة أخرى، يمكن للرأي الخاص أن يدعم الإصلاح حتى مع معارضة الرأي العام له.
للديمقراطية آلية مدمجة لتصحيح التشوهات في الرأي العام، كإجراء انتخابات دورية بالاقتراع السري. فيما يتعلق بالقضايا التي يتفشى فيها تزييف التفضيلات، تسمح الانتخابات للأغلبية الخفية بأن تجعل صوتها مسموعًا وتمارس نفوذها من خلال صناديق الاقتراع. تسمح الخصوصية التي يوفرها الاقتراع السري للناخبين بالإدلاء بأصواتهم بما يتماشى مع تفضيلاتهم الخاصة. عندما يُكشف عن الرأي الخاص من خلال صندوق الاقتراع، قد يكتشف مزيفو التفضيل، مما يسعدهم، أنهم يشكلون الأغلبية. قد يستنتجون أنه ليس لديهم الكثير ليخافوه من الإفصاح بصدق عما يريدون. هذا هو الهدف الكامن وراء الاقتراع السري.
بيد أن انتخابات الاقتراع السري، من الناحية العملية، تخدم وظيفتها التصحيحية المقصودة على نحو غير كامل. يُعزى ذلك لسبب واحد، فيما يتعلق بالقضايا التي تؤدي إلى تفشي تزييف التفضيلات، قد لا تقدم الانتخابات خيارًا يذكر. غالبًا ما يتخذ جميع المتنافسين الجادين نفس الموقف، لتجنب الخزي من جهة ولوضع أنفسهم على النحو الأمثل في مساحات السياسة لتعظيم جاذبيتهم للناخبين من جهة أخرى. في الانتخابات الدورية، يصوت المواطنون على الديمقراطية للممثلين أو الأحزاب السياسية التي ترشح لحزم السياسة. إنهم لا يصوتون على السياسات الفردية مباشرة. لذلك، فإن الرسائل التي ينقلها المواطنون الديمقراطيون من خلال الاقتراع السري تخضع بالضرورة للتفسير. قد يفوز حزب معارض لإصلاح معين بسبب مواقفه بشأن قضايا أخرى. مع ذلك، يمكن تفسير التصويت على أنه رفض للإصلاح.
مع ذلك، يحد الاقتراع السري الدوري من أضرار تزييف التفضيلات، إذ يمنع الرأي العام من الابتعاد كثيرًا عن الرأي الخاص في الأمور الحاسمة للمواطنين. على النقيض من ذلك، لا توجد في الأنظمة السياسية غير الديمقراطية آلية قانونية للكشف عن المشاعر الخفية. لذلك، لا يمكن تصحيح التشويهات الخطيرة للرأي العام إلا من خلال وسائل غير قانونية، مثل أعمال الشغب أو الانقلاب أو الثورة.

### تشويه المعارف الخاصة
قد تتغير التفضيلات الخاصة من خلال التعلم. نتعلم من تجاربنا الشخصية، وبإمكاننا التفكير وحدنا. مع ذلك، نظرًا لأن قوانا المعرفية محدودة، يمكننا التفكير بشكل شامل في جزء بسيط فقط من القضايا التي نقرر أو نضطر إلى التعبير عن تفضيلنا خلالها. بغض النظر عن مدى رغبتنا في التفكير على نحو مستقل في كل قضية، لا مفر من أن تستند معرفتنا الخاصة جزئيًا إلى المعرفة العامة التي تدخل الخطاب العام -مجموعة الافتراضات والملاحظات والتأكيدات والحجج والنظريات والآراء في المجال العام. على سبيل الذكر، معظم تفضيلات الأشخاص الخاصة فيما يتعلق بالتجارة الدولية تعتمد، بدرجة أو بأخرى، على التواصلات العامة للآخرين، سواء من خلال المنشورات أو التلفزيون أو وسائل التواصل الاجتماعي أو تجمعات الأصدقاء أو أي وسيلة أخرى.
يشكل تزييف التفضيلات المعارف الخاصة بتشويه جوهر الخطاب العام أو يعيد تشكيلها. السبب هو أنه لإخفاء تفضيلاتنا الخاصة بنجاح، يجب علينا التحكم في الانطباعات التي نعبر عنها. تتطلب السيطرة الفعالة إدارة دقيقة للغة جسدنا والمعرفة التي نعبر عنها علنًا. بعبارة أخرى، يتطلب تزييف التفضيلات الموثوق به الانخراط في تزييف المعرفة المصمم بشكل مناسب كذلك. لإقناع الجمهور بأننا نفضل الأنصبة، يجب أن تكون الحقائق والحجج الداعمة للأنصبة مصاحبة لتفضيلنا العام المؤيد لها.
يجادل كوران بأن تزييف المعرفة يفسد المعرفة في المجال العام ويضعفها، ويعرض الآخرين لحقائق يعرف مزيفو المعرفة أنها خاطئة، ويعزز مصداقية الأكاذيب، ويخفي المعلومات التي يعتبرها مزيف المعرفة صحيحة.
بالتالي، فإن تزييف التفضيلات هو مصدر للتصورات الخاطئة التي يمكن تجنبها، وحتى الجهل، حول مجموعة خيارات السياسة العامة ومزاياها النسبية. غالبًا ما يعمل هذا الأثر الضار لتزييف التفضيلات إلى حد كبير من خلال تزييف المعرفة الذي يصاحبه. كان من الممكن تقدير عيوب سياسة أو عرف أو نظام معين على نطاق واسع في الماضي. مع ذلك، بقدر ما يستبعد الخطاب العام انتقاد الخيارات الشائعة علنًا، فإن الاعتراضات تصبح طي النسيان. من بين الآليات التي تسفر عن فقدان الذاكرة الجماعي لهذه التغيرات استبدال السكان عن طريق الولادات والوفيات. لا تتعرض الأجيال الجديدة للمعرفة غير المفلترة في رؤوس أجدادها، بل تتعرض للمعرفة المعاد بناؤها بأن كبار السن يشعرون بالأمان للتواصل. لنفترض أن جيلًا مسنًا كره مؤسسة معينة ولكنه امتنع عن تحديها. في غياب التجارب التي تجعل الشباب يكرهون تلك المؤسسة، سيحافظون عليها لتجنب العقوبات الاجتماعية، لأن إفقار الخطاب العام أعمى عيوبهم عن عيوب الوضع الراهن وأضعف قدرتهم على تخيل بدائل أفضل. إن تفضيلات أسلافهم وتزييفهم للمعرفة سيجعلهم معاقين فكريًا.
إن تزييف التفضيل على المدى الطويل يجلب الضيق الفكري. بقدر ما يخلف أشخاصًا غير مجهزين لانتقاد الهياكل الاجتماعية الموروثة، فإن تزييف التفضيل الحالي لا يكون مصدرًا للاستقرار السياسي. يدعم الناس الوضع الراهن بصدق، لأن تزييف التفضيل السابق ألغى ميولهم بالرغبة في شيء مختلف.
إن إمكانية حدوث هذا العجز الفكري المستحث اجتماعيًا هي الأعلى في السياقات التي تُستمد فيها المعرفة الخاصة إلى حد كبير من الآخرين. ينخفض العجز الفكري، أو ينعدم، في الأمور التي يكون فيها المصدر الرئيسي للمعرفة الخاصة هو الخبرة الشخصية. هناك عاملان آخران يؤثران على مستوى الجهل الناجم عن تزييف التفضيلات. من المرجح أن يفقد الأفراد ما يربطهم ببدائل الوضع الراهن إذا وصل الرأي العام إلى توازن خالٍ من المعارضة أكثر مما لو استمر بعض المعارضين في الإعلان عن مزايا التغيير. بالمثل، من المرجح أن يكون الجهل واسع الانتشار في مجتمع منغلق أكثر منه في مجتمع مفتوح على التأثيرات الخارجية.

### عنصر المفاجأة
إذا كان الخطاب العام هو العامل الوحيد المحدد للمعرفة الخاصة، فإن مجرد وجود توافق الآراء العام سيكون غير قابل للتغيير. في الواقع، تواجه المعرفة الخاصة محددات أخرى كذلك، ومن شأن إجراء تغييرات فيها أن يجعل الإجماع العام ينهار. لكن هذا الانهيار لا يجب أن يتوافق حدوثه مع المعارضة الخاصة المتزايدة للوضع الراهن. لفترة من الوقت، قد يؤدي ببساطة إلى الكشف عن تزييف التفضيل (للاطلاع على المنطق الأساسي، انظر كذلك إلى أعمال مارك جرانوفيتر وتوماس شيلينغ وتشين تشون يين وجاريد روبين). يمكن أن تتراكم الضغوط السرية لعقود دون أن تظهر إلى العلن، وبالمثل، فإن السخط الذي لا يفصح الأشخاص عنه قد يجعل الرأي الخاص يستمر في التحرك ضد الوضع الراهن دون تغيير الرأي العام. كما هو الحال عندما يضرب زلزال فجأة ردًا على تحول تكتوني طفيف، فقد يتغير الرأي العام فجأة ردًا على حدث ذي أهمية جوهرية يؤثر على الحوافز السياسية الشخصية. يتطلب تلخيص منطق كوران النظر في الحوافز والمثبطات للتعبير عن تفضيل من المحتمل أن يثير ردود فعل سلبية من الآخرين.
في نظرية كوران الأساسية، يؤدي تزييف التفضيل إلى شعور المزيف باستياء وغضب وذل بسبب المساس بفرديته.  تنمو هذه العاقبة النفسية اقترانًا بمدى تزييف التفضيل. وفقًا لذلك، سيجد المواطن صعوبة في التظاهر بالموافقة على السياسة القائمة أكثر مما لو كان يفضل إصلاحًا كبيرًا أو إصلاحًا معتدلًا. عند اختيار التفضيل العام فيما يتعلق بالوضع الراهن، يجب على الفرد كذلك أن يأخذ في الاعتبار عواقب السمعة المترتبة على التفضيل الذي يعبر عنه إلى الآخرين. في مناخ يتعرض الإصلاحيون فيه للوصم والنبذ، ويُكافأ رجال المؤسسات، من وجهة نظر مرتبطة بالسمعة وحدها، سيجد الأشخاص أنه من المفيد أكثر أن يظهروا كمؤسسين. تعتمد السمعة المترتبة على اختيار معين للتفضيل العام على النصيب النسبي للمجتمع الذي يدعم علنًا كل خيار سياسي. ذلك لأن أعضاء كل معسكر يكافئون أو يعاقبون بعضهم. هكذا، تشكل الجماعات مجموعات ضغط. بالمثل، كلما زادت مجموعة الضغط، زاد الضغط الذي تمارسه على أفراد المجتمع.
سيواجه الشخص مقايضة بين الفوائد الداخلية للتعبير عن نفسه بصدق والمزايا الخارجية لكونه معروفًا كمؤسس ما لم تتزامن السياسة المعمول بها مع المثل الأعلى للفرد. أشار كوران إلى أنه في أي قضية يمكن للأفراد الشعور برغبات مختلفة، واحتياجات مختلفة للموافقة الاجتماعية، واحتياجات مختلفة للتعبير عن أنفسهم بصدق. تعني هذه الاحتمالات أن الناس يمكن أن يختلفوا في استجاباتهم للضغوط الاجتماعية السائدة. من بين شخصين ذوي فكر إصلاحي، قد يقاوم أحدهما الضغوط الاجتماعية ويعبر عن تفضيله بصدق بينما يختار الآخر استيعاب الضغوط من خلال تزييف تفضيله. من المعاني الأخرى أن الأفراد يمكن أن يختلفوا من ناحية الحوافز الاجتماعية اللازمة لجعلهم يتخلون عن تفضيل عام للآخر. تحدد نقاط التحول العتبات السياسية للأفراد. قد تختلف العتبات السياسية باختلاف الأفراد للأسباب المذكورة أعلاه.
الآن، نحن مستعدون لشرح كيف، عندما يكون الرأي الخاص والرأي العام متباعدين، يمكن أن يؤدي حدث صادم إلى جعل عدد كبير من الأفراد الساخطين يصلون إلى عتباتهم للتعبير عن أنفسهم بصدق لتحريك سلسلة تفضيلات عامة (المعروف كذلك باسم محرك التفضيل العام، أو عندما يكون شكل التفضيل واضحًا من السياق، سلسلة تفضيلية). يستلزم الوصول إلى العتبة الحرجة أن تكون التغييرات في التصرفات الفردية غير مرئية للغرباء، حتى لبعضهم البعض. بمجرد الوصول إليها، تحفز تغييرات التفضيلات العامة الأشخاص الذين لديهم عتبات أعلى قليلًا من تلك الخاصة بالأشخاص داخل دائرة العتبة الحرجة إلى المناداة بالإصلاح. يستمر دعم الإصلاح في تغذية نفسه من خلال الضغط المتزايد المؤيد للإصلاح وتقليل الضغط لصالح الوضع الراهن. من شأن كل إضافة إلى المعسكر الإصلاحي أن تحفز المزيد من الإضافات وأن يقف جزء أكبر من المجتمع إلى جانب التغيير. تنتهي سلسلة التفضيل هذه عندما لا يُترك أحد تكون عتبته منخفضة بما يكفي ليجري توجيهه إلى المعسكر الإصلاحي.
يتطور هذا النمو الهائل في الدعم العام للإصلاح إلى ثورة سياسية. لم تكن الثورة متوقعة، لأن تزييف التفضيل أخفى التيارات السياسية المتدفقة تحت المشهد السياسي المرئي. على الرغم من الافتقار إلى البصيرة، ستُفسَّر الثورة بسهولة أنها بسبب الإدراك المتأخر. يقلل حدوث ذلك من المخاطر الشخصية للإعلان عن تزييف التفضيلات في الماضي. تكشف حكايات قمع حرية التعبير عن ضعف النظام الاجتماعي قبل الثورة. على الرغم من أن العديد من هذه الحكايات ستكون صحيحة تمامًا، يكون البعض الآخر مبالغًا فيه، والبعض الآخر أكاذيب صريحة. في الواقع، تخلق الثورة حوافز للأشخاص الذين كانوا راضين منذ فترة طويلة بصدق عن الوضع الراهن للتظاهر بأنهم، في جوهرهم، كانوا دائمًا إصلاحيين ينتظرون الوقت الصحيح للتحدث علانية.
يصر كوران على أن الإدراك المتأخر الجيد لا يعني البصيرة الجيدة. إن فهم سبب خداعنا في الماضي لا يوفر حصانة من الثغرات الاجتماعية المستقبلية المفاجئة. أينما يوجد تزييف للتفضيلات، يمكن حدوث ثغرة اجتماعية غير متوقعة.
طور كوران نظريته عن «الثورة غير المتوقعة» في مقال كتبه في أبريل 1989 ذكر فيه ثورة 1789 الفرنسية، والثورة الروسية في فبراير 1917 وثورة 1978-7919 الإيرانية أمثلة على الأحداث المدمرة التي فاجأت العالم. عندما سقط جدار برلين في نوفمبر 1989 وانهارت العديد من الأنظمة الشيوعية في أوروبا الشرقية في تتابع سريع، فسر عنصر المفاجأة من خلال شكل توضيحي لنظريته. لن يوفر أي قدر من النمذجة والبحوث التجريبية إمكانية تنبؤ كاملة طالما كانت التفضيلات العامة مترابطة وتزييف التفضيلات موجود. في مقال كتبه في عام 1995، أكد أن تنبؤاته بعدم القدرة على التنبؤ قابلة للتزييف. اقترح «إن انتشار تزييف التفضيل في كل مكان يجعل اندلاع المزيد من المفاجآت الثورية أمرًا لا مفر منه». يمكن دحض هذا الاقتراح، «من خلال وضع نظرية تتنبأ بالثورات المستقبلية بدقة».

## دراسات حالة
يحتوي كتاب كوران الحقائق الخاصة، الأكاذيب العامة على ثلاث دراسات حالة. تنطوي على مسار الشيوعية في أوروبا الشرقية والنظام الطبقي في الهند وعدم المساواة العرقية والسياسات ذات الصلة في الولايات المتحدة. طبق العديد من العلماء الآخرين مفهوم تزييف التفضيلات في سياقات لا تعد ولا تحصى. يرد هنا موجز لبعض الحالات البارزة، ويشار كذلك إلى حالات إضافية.

### استمرارية الشيوعية وانهيارها المفاجئ

#### استمرارية الشيوعية
لعقود عديدة، استقطبت الأنظمة الشيوعية في أوروبا الشرقية، التي تأسست جميعها خلال الحرب العالمية الثانية أو بعدها على أنها «ديمقراطيات الشعب»، تأييدًا عامًا من ملايين المواطنين غير الراضين. يعزى ذلك جزئيًا فقط إلى أن السلطات عاقبت المعارضين. شارك المواطنون الذين يسعون لإثبات ولائهم للشيوعية في تشويه سمعة غير الموالين، حتى المعارضين الذين أُعجبوا بمواقفهم السياسية بسرية. هذا النفاق جعل معارضة الشيوعية علنًا أمرًا غير محبذ. على هذا النحو، ساهم ذلك في بقاء الأنظمة الشيوعية المحتقرة بشكل عام. كان هناك العديد من المنشقين الذين عبروا عن آرائهم. كان من بينهم ألكسندر سولجينيتسين وأندريه ساخاروف وفاكلاف هافيل. لكن عدد المعارضين في أوروبا الشرقية فاق بكثير عدد المواطنين الساخطين الذين اختاروا الظهور بمظهر داعم للنظام الحالي. عمومًا، كان المنشقون أشخاصًا لديهم قدرة هائلة على تحمل وصمة العار الاجتماعية والإهانة وحتى السجن. فيما يتعلق بالنموذج الكوري، كان لديهم عتبات منخفضة بشكل غير مألوف للتحدث عما يدور في أذهانهم. امتلك معظم الأوروبيين الشرقيين طاقات تحمل أكبر بكثير. بالتالي، بقيت جميع مصاعب الحياة في ظل الشيوعية خاضعة سياسيًا لسنوات متتالية.

#### النفوذ الأيديولوجي
يمكن للمرء أن يحتقر النظام بسرية دون فقدان الإيمان بالمبادئ التي يمثلها. عمومًا، استمر الأشخاص الذين ناهضوا الأنظمة الشيوعية، لعقود، في الإيمان بجدواها. عزا معظمهم عيوبها إلى القادة الفاسدين، بينما استمروا بموالاة الشيوعية نفسها.
يعزو كوران التأثير الأيديولوجي للشيوعية جزئيًا إلى تفضيل التزييف من جانب الأشخاص الذين شعروا بأنهم ضحية لها. في محاولة لإخفاء مظالمهم، يتجنب الجميع أن يُعاقبوا بوصفهم «عدوًا للشعب»، وكان على الضحايا الامتناع عن إبلاغ ملاحظاتهم حول إخفاقات الشيوعية، وكان عليهم كذلك تملق المبادئ الماركسية. أدى تزييف معرفتهم إلى تشويه الخطاب العام بشكل كبير، ما أسفر عن حدوث ارتباك حول أوجه القصور في الشيوعية. لم يخرج حتى المنشقون الصريحون سالمين. ظل معظم المنشقين في أوروبا الشرقية ملتزمين بشكل من أشكال الاشتراكية إلى أن كسرت إصلاحات ميخائيل جورباتشوف في ثمانينيات القرن العشرين حاجز المحرمات القديمة.
قبل انهيار الشيوعية بوقت طويل، خلال ذروة القوة السوفيتية وما يبدو أنها قوة لا تُقهر، أشار المنشق ألكسندر سولجينيتسين إلى ظاهرة الضعف الفكري هذه. قال إن الشعب السوفيتي أصبح «معوقًا عقليًا».
تقدم المؤلفات الأدبية المنشقة عن العالم الشيوعي أدلة. حتى أن المفكرين الاجتماعيين الشجعان لم يسلموا من أضرار الضعف الفكري. أدرك بعض العلماء ورجال الدولة الموهوبين وجود خطأ ما. منذ حقبة خروتشوف (1953-6419) وما بعدها، برزت إصلاحات مثل اشتراكية السوق المجرية والمشروع اليوغوسلافي لإدارة العمال الذاتية. إلا أن مهندسي هذه الإصلاحات فشلوا في التعرف على العيوب القاتلة للنظام الذي حاولوا إنقاذه. في ثمانينيات القرن العشرين، استمر معظم الإصلاحيين في اعتبار التخطيط المركزي أمرًا لا غنى عنه. انتقدوا الأسواق السوداء ولكنهم نادرًا ما فهموا أن الشيوعية جعلت الأسواق السوداء أمرًا حتميًا. بالمثل، فإن المحرضين على الثورة المجرية عام 1956 وربيع براغ عام 1968 كانوا جميعًا مرتبطين بـ «الاشتراكية العلمية» باعتبارها مذهبًا للتحرر والازدهار المشترك.
كافح الاقتصادي المجري يانوس كورناي في ستينيات القرن العشرين حتى ثمانينياته لإصلاح الاقتصاد المجري. يصف تاريخه في الإصلاح الشيوعي الإصلاحيين في خمسينيات القرن العشرين وستينياته (بما في ذلك نفسه) بأنهم ساذجون. كتب في عام 1986 أنه كان من السخف الاعتقاد بأنه يمكن إصلاح نظام القيادة السوفيتي بطريقة تضمن الكفاءة والنمو والمساواة دفعة واحدة.
ساهم الإصلاحيون في فضح عدم قابلية الشيوعية للفضح والكشف عن مساوئها. لكن تحيزات الخطاب العام الاشتراكي أعاقتهم عن ذلك. كان تفكيرهم مشوهًا بسبب تشويه الخطاب العام الشيوعي.

#### الانهيار المفاجئ لشيوعية أوروبا الشرقية
كان انهيار العديد من الأنظمة الشيوعية في عام 1989 من أكثر المفاجآت المذهلة في القرن العشرين. صُدم الجميع عمليًا بالانهيار الشيوعي، بما في ذلك العلماء ورجال الدولة وعلماء المستقبل ووكالة المخابرات المركزية والمنظمات الاستخباراتية الأخرى والمعارضون الذين لديهم نظرة ثاقبة على مجتمعاتهم (مثل هافيل وسولجينيتسين)، وحتى غورباتشوف، الذي أدت أفعاله عن غير قصد إلى هذا التحول الهام.
كان الدافع الرئيسي وراء ذلك سياسات الاتحاد السوفيتي التي تجمع بين بيريسترويكا (إعادة الهيكلة) وغلاسنوست (الانفتاح). كانت بيريسترويكا بمثابة اعتراف من قبل الحزب الشيوعي السوفيتي بأن هناك خطب ما وأن النظام الشيوعي لم يكن على وشك تجاوز الغرب. سمحت سياسة غلاسنوست للمواطنين السوفييت بالمشاركة في المناقشات حول النظام، واقتراح التغييرات، والتحدث بما لا يوصف سابقًا، والاعتراف بفكرهم. اتسع الخطاب العام، ما زاد من خيبة الأمل من الشيوعية والسخط الشعبي. بالتالي، أصبح الملايين من مواطني أوروبا الشرقية على استعداد متزايد لدعم حركة معارضة علنًا.
قلة هم الذين سيتقدمون ويعلنون عن معارضتهم، طالما أن حركة المعارضة ضئيلة. بالتالي، لم يعلم أحد، ولا حتى الأوروبيون الشرقيون أنفسهم، مدى استعداد أوروبا الشرقية لتغيير النظام.
لاحقًا، كانت نقطة التحول الرئيسية رحلة غورباتشوف إلى برلين في 7 أكتوبر 1989 للاحتفال بالذكرى الأربعين للنظام الشيوعي في ألمانيا الشرقية، حيث ملأت الحشود الشوارع هاتفة «جوربي! جوربي!» بينما لم ترد شرطة ألمانيا الشرقية على ذلك. أشارت المشاهد التلفزيونية للمظاهرات ورد الشرطة، فمن ناحية، عم السخط المكان، ومن ناحية أخرى، كان النظام ضعيفًا. أسفر ذلك عن نمو كبير في المعارضة العامة، حيث أسفرت كل مظاهرة عن مظاهرات أكبر. جاء سقوط جدار برلين في 9 نوفمبر. انهارت الأنظمة التي اعتُبرت أنظمة غير متزعزعة، في تتابع سريع، تحت ل المعارضة المفتوحة من الشوارع.
إن تزييف التفضيل، الذي كان لعقود من الزمان مصدر قوة الشيوعية، جعل الحركة المناهضة للنظام في الرأي العام تتغذى على نفسها. مع نمو المعارضة العامة، برز الأوروبيون الشرقيون الراضون نسبيًا عن الوضع الراهن في سلسلة التفضيل العامة لتأمين مكان في النظام الجديد الناشئ. على الرغم من أن العالم فوجئ، أصبحت ثورات أوروبا الشرقية الآن مفهومة بسهولة. تماشيًا مع نظرية كوران للثورات غير المتوقعة، تشير المعلومات الوفيرة الآن إلى وجود معارضة خفية هائلة لأحزاب المنطقة.
تشمل البيانات التي ظهرت إلى العلن استطلاعات الرأي السرية الموجودة في أرشيف الحزب الشيوعي. كما هو الحال مع حكام الأنظمة الديكتاتورية عبر التاريخ، أدرك قادة الحزب أن دعمهم ظاهر جزئيًا. للحفاظ على قوتهم، أجروا استطلاعات رأي مجهولة جرى التعامل مع نتائجها على أنها أسرار الدولة. تظهر البيانات التي كانت سرية في السابق اختلافًا طفيفًا حتى عام 1985. أشارت إلى إيمان كبير بكفاءة المؤسسات الاشتراكية، ولكنها أشارت كذلك إلى شكوك أكثر بكثير مما يوحي به الخطاب العام. بعد عام 1985، انخفض الإيمان بالشيوعية وانتشر التصور بأن الشيوعية غير قابلة للتطبيق.
يكمن اللغز في سبب تمكن قادة أوروبا الشرقية من الوصول إلى هذه المعلومات، والذين علموا بشأن تزايد خيبة الأمل من الشيوعية، ولم يمنعوا تصاعد المعارضة المتفجرة. ربما كان بإمكانهم منع السلاسل التعاقبية التي كانت ستنكشف في وقت مبكر. اعتقد بعض القادة الشيوعيين أن الإصلاحات ستعكس العملية في النهاية. لم يدرك آخرون مدى السرعة التي يمكن أن يؤدي بها السخط الخاص إلى معارضة عامة ذاتية التعزيز.
في النهاية، أصبح موظفو الحزب الذين ساعدوا في تعزيز القمع يخشون أن ينتهي بهم المطاف إلى الجانب الخطأ من التاريخ. عند العودة إلى الماضي، يبدو أن تحفظهم على الاستجابة بقوة في البداية مكّن المعارضات العامة من النمو بشكل متفجر في بلد تلو الآخر، والذي يمكن تشبيهه بالدومينو. قللت كل ثورة ناجحة من المخاطر التي قد يتصورها الأشخاص حول الانضمام إلى المعارضة في بلدان أخرى.

### تزييف التفضيلات الدينية
كان لتزييف التفضيلات دور في نمو الأديان وبقائها. ساهمت كذلك في تشكيل المؤسسات والمعتقدات الدينية. ويرد هنا موجز لبعض دراسات الحالات الإفرادية.

#### النظام الطبقي في الهند
لآلاف السنين، قُسّم المجتمع الهندي إلى وحدات مهنية مرتبة، أو طبقات، تقوم عضويتها بشكل أساسي على النسب. من الناحية العملية، أصبح النظام الطبقي جزءًا لا يتجزأ من الهندوسية في معظم أنحاء شبه القارة الهندية. صمد هذا النظام في وجه الحركات المعادية للهندوس والغزوات الأجنبية والاستعمار، وحتى تحديات ديانتين أكثر مساواة من الناحية العقائدية، الإسلام والمسيحية. على الرغم من أن التمييز ضد الطبقات الدنيا أصبح غير قانوني في الهند ما بعد الاستعمار، ما يزال النظام الطبقي قويًا في الحياة الهندية. ومعظم الزيجات تتم بين أفراد الطبقات نفسها.

##### استمرار النظام الطبقي
حيرت قوة النظام الطبقي ومتانته علماء الاجتماع، ولا سيما لأنه في معظم الأوقات والأماكن، لم يلجأ النظام إلى استخدام العنف إلا في القليل من الحالات. ثمة لغز يكمن وراء الدعم الذي تقدمه المجموعات التي تقع في سفح التسلسل الهرمي الاجتماعي الهندوسي، أي المنبوذين (الداليت) للنظام. بسبب حرمانهم، من المتوقع أن يقاوم المنبوذون نظام الطبقات بشكل جماعي.
يقدم جورج أكيرلوف تفسيرًا يتوقف على ملاحظتين: (1) الطبقات مترابطة اقتصاديًا، و (2) يعاقب المجتمع الهندي التقليدي الأشخاص الذين يهملون قوانين الطبقات أو يرفضون الالتزام بها. على سبيل المثال، إذا تقدمت شركة منبوذة لملء وظيفة مخصصة تقليديًا للطبقة العليا، فإنها تفقد العملاء، وتتحمل الشركة المتقدمة عقوبات اجتماعية. بسبب هذه الظروف، لا يمكن لأي فرد الانفصال عن النظام الطبقي من جانب واحد. ليتمكن الفرد من النجاح، يجب أن ينفصل عن هذا النظام جزءًا من ائتلاف. نظرًا لأن مخالف القواعد سيعاني من عواقب سلبية على الفور دون أي ضمان للنجاح، لا يوجد هناك شخص حازم يبدأ هذا الانفصال.
في كتاب حقائق خاصة، أكاذيب عامة، أشار كوران إلى أن الهنود عوقبوا ليس فقط بسبب أفعالهم ضد النظام الطبقي ولكن أيضًا بسبب تعبيرهم عن المعارضة. لم يشجع نظام الطبقات على التحقيق في مبرراته. لم يشجع كذلك على النقد الصريح للقواعد الطبقية. عمومًا، بقيت تحفظات الهنود مكبوتة. كان تزييف التفضيل فيما يتعلق بالنظام شائعًا، فضلًا عن تزييف المعرفة. بناءً على هذه النتائج والتركيز على العمليات التي تشكل الرأي العام والمعرفة العامة، وسع كوران نظرية أكيرلوف.
جادل كوران بأن التحفظ على نشر التفضيلات والمعرفة أعمى بصيرة الهنود عن فرص تشكيل تحالفات معادية للطبقة. جعلهم ينظرون إلى نظام الطبقات على أنه أمر لا مفر منه، حتى في الحالات التي كان لديهم فيها، بشكل جماعي، القدرة على تغيير النظام، وحتى الإطاحة به. قبل القرن التاسع عشر، لم تبدأ المفاوضات بشأن عقد اجتماعي أكثر مساواة. لم يتمكن الهنود ذوو العقلية الإصلاحية من العثور على بعضهم البعض، ناهيك عن بدء المناقشات التي ترمي إلى الإصلاحات.

##### الأيديولوجية الطبقية
أُضفيت الشرعية على النظام الطبقي من خلال مبدأ الهندوسية المتمثل بعقيدة الكارما. وفقًا لهذه العقيدة، يؤثر سلوك الفرد في حياة واحدة على وضعه الاجتماعي في حياته اللاحقة. إذا قبل الشخص الطبقة التي ولد فيها وأدى المهام المقبولة منه دون إثارة ضجة، فأنه سيرتقي إلى طبقة أعلى في حياته اللاحقة. إذا أهمل بدلًا من ذلك واجبات الطبقة التي ولد فيها أو تحدى النظام الطبقي، فسيجري تخفيض رتبته لاحقًا. بناءً على ذلك، فإن مبدأ الكارما يعامل الاختلافات السائدة في المركز على أنها النتائج العادلة والمستحقة لسلوك الشخص في حياته السابقة.
تجد العديد من دراسات الإثنوغرافيا أنه بالنسبة للأصدقاء المقربين، سيعترف الهنود ذوو الرتب المنخفضة بشكوكهم حول عقيدة الكارما، وبعضهم سيصرح بعدم الإيمان بها. لكن تفضيل الهنود وتزييفهم للمعرفة، حتى بأعداد كبيرة، لا يعني أن العقيدة هي مجرد واجهة. على مدى أجيال لا حصر لها، آمن العديد من الهنود بعقيدة الكارما. كان الإيمان بالحراك الاجتماعي من خلال التناسخ أمرًا شائعًا؛ وكذلك الإيمان بالنجاسة الشعائرية، التي تعاملها الهندوسية مصدرًا ومظهرًا من مظاهر الدونية الاجتماعية.
ظهرت هذه المفاهيم منذ فترة طويلة لدرجة أن أصولها غير مفهومة جيدًا. مع ذلك، من الواضح أنه بمجرد أن أُنشئ النظام الطبقي، امتلكت الطبقات ذات المكانة الأعلى، البراهم، حوافز لإدامة النظام الطبقي من خلال معاقبة الهنود الذين أساءوا التصرف أو أعربوا عن رفضهم. يوضح كوران أن التفضيل وتزييف المعرفة جعل بعض الهنود يطيعون النظام خوفًا من الانتقام والبعض الآخر بدافع الاقتناع. في كلتا الحالتين، سهل الخطاب العام قبول الاختلافات في المركز على أساس عقيدة الكارما. بقي معظم الهنود يجهلون التعامل مع ظروفهم على أنها غير مقبولة. يتعزز النظام الطبقي بقدر ما يؤمن الهنود إيمانًا تامًا بالأيديولوجية الطبقية.
في القرن التاسع عشر، أصبح نظام الطبقات موضع تساؤل على نطاق واسع في الأماكن العامة. الدافع الرئيسي وراء ذلك هو أن أعدادًا متزايدة من الهنود تعرفوا على الحركات الأوروبية، كالديمقراطية والليبرالية والاشتراكية. أدت حركة الإصلاح الهندية التي تلت ذلك، في النصف الثاني من القرن العشرين، إلى استحداث نظام للتعليم القائم على الطبقات وحصص العمل والذي يهدف إلى مساعدة الفئات الأكثر حرمانًا في المجتمع الهندي، بما في ذلك المنبوذون.

#### التقية في المذهب الشيعي في الإسلام
بعد الانقسام السني الشيعي في الإسلام عام 661 م، اعتاد القادة السنة على اضطهاد الشيعة الذين يعيشون على الأراضي التي يحكمونها. تضمنت حملة إخماد التشيع التي نظموها مطالبة الشيعة المشتبه بهم بإهانة مؤسسي التشيع. قد يؤدي رفض الامتثال إلى السجن والتعذيب وحتى الموت. في مواجهة ذلك، تبنى قادة الشيعة عقيدة سمحت للشيعة بإخفاء معتقداتهم الشيعية في مواجهة الخطر، بشرط أن يستوفوا معيارين. أولًا، سيبقى مزيفو التفضيل مخلصين، في قلوبهم، للمبادئ الشيعية وثانيًا، أن يعتزموا، بمجرد أن ينتهي الخطر، العودة إلى ممارسة التشيع علانية.
أضفى قادة الشيعة الشرعية الدينية على التقية من خلال الآيات القرآنية التي تتحدث عن علم الله المطلق؛ إذ يرى الله، من ناحية، تفضيلات الناس الخاصة والعامة، ومن ناحية أخرى، الظروف التي تجعل التفضيل الديني مسألة بقاء. وأنه يتعاطف مع التقية التي يمارسها أشخاص يؤمنون بالعقيدة الصحيحة لأسباب مشروعة.
تدريجيًا، تحولت عقيدة التقية إلى مبرر للسلبية السياسية الشيعية. بتوسيع معنى هذه العقيدة، وجد العديد من الشيعة الذين يعيشون في ظل نظام قمعي في هذه العقيدة مبررًا للتقاعس، حتى اللامبالاة. في القرن العشرين، أخبرت أعداد متزايدة من قادة الشيعة أتباعهم أن التقية كانت مصدرًا رئيسيًا للضعف السياسي والاقتصادي للشيعة. افتتح العقل المدبر لثورة 1979 الإيرانية، آية الله روح الله الخميني حملته للإطاحة بالملكية البهلوية بالقول: «انتهى وقت التقية. حان الوقت الآن للوقوف والإفصاح عما نؤمن به.» شمل نجاح حملة الخميني انضمام ملايين الإيرانيين إلى احتجاجات الشوارع ضد النظام البهلوي، معرضين أنفسهم لخطر القبض عليهم، إن لم يقتلوا على الفور، على أيدي قوات الأمن التي يخشى منها النظام على نطاق واسع. 
فور توطيد السلطة، لم تقُم الجمهورية الإسلامية الإيرانية التي أسسها فريق الخميني على أساس الحريات الدينية. تسبب إرغام الإيرانيين على العيش وفقًا لتفسير النظام المحدد للتشيع في استحداث شكل فعال جديد من أشكال التقية. أدى استحداث جهاز شرطة الأخلاق في النظام إلى فرض قواعد لباس محافظة للنساء (الحجاب) والذي أسفر عن تفشي تزييف التفضيل الديني من نوع جديد. بدأت ملايين النساء الإيرانيات في تغطية شعرهن والالتزام بمعايير التواضع للنظام بطرق لا تعد ولا تحصى رغمًا عنهن تجنبًا للعقاب. يكفي الحجاب الذي يغطي القليل من الشعر لاعتبار المرأة محجبة. يُعرف هذا الحجاب ازدرائيًا باسم «الحجاب السيئ» أو «الحجاب العاهر»، ويمثل محاولات النساء الإيرانيات لتقليل مدى تزييف تفضيلاتهن الدينية.

#### البروتستانتية المتخفية في فرنسا، 1685-1787
بين إصدار مرسوم نانت (1598) ومرسوم فونتينبلو (1685)، تمتعت البروتستانتية بالتسامح في فرنسا. بدأ المرسوم الأخير الفترة التي حُظرت فيها البروتستانتية رسميًا، باستثناء الألزاس واللورين. هاجر العديد من البروتستانت الفرنسيين إلى سويسرا وبريطانيا العظمى وأمريكا الشمالية البريطانية وبروسيا وغيرها من الأراضي ذات الأغلبية البروتستانتية. من بين هؤلاء المتحولين، مارس البعض الشعائر الكاثوليكية في الأماكن العامة حتى أثناء أدائهم للطقوس البروتستانتية بسرية. مثل هذه البروتستانتية المتخفية هي شكل من أشكال تزييف التفضيل الديني.
خلال فترة إلغاء البروتستانتية، كان اعتناق الكاثوليكية ظاهريًا مسألة بقاء. لكن ممارسة الشعائر العامة اختلفت عبر المجموعات وحسب الموقع. على سبيل المثال، مارست عائلة جوكور، وهي عائلة نبيلة بروتستانتية متخفية، شعائرها الدينية في المصليات البروتستانتية للسفارات الاسكندنافية. لم تُلق السلطات الكاثوليكية، سواء من مسؤولي الدولة أو رجال الدين الكاثوليك، بالًا لذلك.
مع ذلك، بالنسبة لمعظم السكان البروتستانت المتخفيين، كانت الوسيلة الوحيدة لأداء الشعائر البروتستانتية هي كنيسة ديزرت. كانت هذه شبكة سرية من التجمعات التي عملت في جميع أنحاء فرنسا بمساعدة البروتستانت العاديين ورجال الدين البروتستانت المصلحين. في البداية، جرى تدريب رجال الدين هؤلاء محليًا. في النهاية، تلقى الجميع تدريبهم من جهات خارجية.
تمكن البروتستانت الذين مارسوا الشعائر الكاثوليكية أمام العامة من الوصول إلى سندات الحالة المدنية بالإضافة إلى التسجيلات الرسمية للولادات والمعمودية والزواج. لم تكن حوافز تزييف التفضيل الديني تافهة. على سبيل المثال، يمنح الزواج القانوني الأبناء الشرعية وحقوق الميراث. لم يحمل الزواج في ديزرت أي صفة قانونية.
استعاد البروتستانت الفرنسيون الحق في الزواج القانوني كبروتستانت بعد 102 سنة من مرسوم فونتينبلو، وذلك بموجب مرسوم التسامح (1787).

#### اليهودية السرية والإسلام خلال محاكم التفتيش البرتغالية
في عام 1496، أصدر الملك مانويل الأول ملك البرتغال مرسومًا بطرد اليهود وترحيل الموريين من مملكته والأراضي التي يحكمها، ما لم يعتنقوا المسيحية. بعد أربعة عقود، في عهد يوحنا الثالث، أُنشئ المكتب المقدس لمحاكم التفتيش في البرتغال والذي شرع في اضطهاد الأشخاص المتهمين بالتزييف أو التفضيل الديني أو التخفي أو اليهودية.
عملت محاكم التفتيش البرتغالية منظمة اضطهادية ضد الممارسات السرية للأديان الأخرى وحاربت البدع والانحرافات في الأعراف الجنسية التي تعتبر غير مسيحية، مثل الزواج من زوجتين واللواط. تابعت محاكم التفتيش هذه البعثات حتى سبعينيات القرن الثامن عشر على الأقل، عندما أعادت حكومة ماركيز بومبال استخدام هذه المؤسسة. أُنهيت خدمات محاكم التفتيش البرتغالية في عام 1821.
اعتنق اليهوديون الإيبيريون (السفارديون) الكاثوليكية وعُرف أحفادهم جميعًا باسم «المسيحيين الجدد». كان المتحولون الإسلاميون وأحفادهم معروفين بشكل جماعي باسم الموريسكيين. بعد ألم الرفض الاجتماعي والاضطهاد التحقيقي الذي تعرضوا له، طُلب منهم إظهار تمسكهم بالكاثوليكية الرومانية بشكل مقنع بما فيه الكفاية.
نظمت قوانين نقاء الدم الوصول إلى المناصب العامة في البرتغال والتمييزات الشرفية، وحرمت المسيحيين الجدد من مجموعة واسعة من الامتيازات بسبب أسلافهم. لكنه كان بإمكانهم الارتقاء إلى أعلى التسلسل الهرمي من خلال الزواج من «المسيحيين القدامى» وتغيير سجلات أصولهم. لجأوا إلى كيانات متنوعة، بما في ذلك محاكم التفتيش، لمساعدة المسيحيين الجدد على تبييض تراثهم من خلال شهادات «نقاء الدم»، مقابل المال. شملت عملية التبييض هذه تزييف المعرفة من الجانبين.
تعتمد مصداقية شهادات نقاء الدم على مكان الكيان المصدر في التسلسل الهرمي للبرتغال. بناءً على ذلك، يمكن للمسيحيين الجدد الاستمرار في الارتقاء في الوضع الاجتماعي من خلال شهادات نقاء الدم التي تزداد حزمًا. يمكن أيضًا الحصول على شهادات أكثر قوة من جهات التحقيق رفيعة المستوى لمواجهة الشائعات التي تمس بنزاهتها. ارتقت العديد من العائلات البرتغالية ذات الجذور المسيحية الجديدة إلى قمة الوضع الاجتماعي من خلال إنشاء سلاسل متاحة من شهادات نقاء الدم الإيجابية. عززت هذه العائلات توافر المعلومات التي تشير إلى نقاء الدم أيضًا من خلال تعيين أقارب في مناصب رجال الدين الكاثوليك الرومان. كانت هذه المناصب بمثابة شهادات، لأنه لم يُسمح للمسيحيين من أصل «نجس» (أي اليهود والموريين والأفريقيين من جنوب الصحراء) العمل فيها.

### المعايير الجنسانية
وفقًا لدراسة أجريت عام 2020، أجراها ليوناردو بورشتين وأليساندرا غونزاليس وديفيد ياناجيزاوا دروت، تعبر الغالبية العظمى من الشباب المتزوجين في المملكة العربية السعودية عن معتقدات خاصة لدعم النساء العاملات خارج المنزل. في الوقت ذاته، يقللون بشكل كبير من شأن الدعم المماثل الذي يقدمه رجال آخرون. بمجرد إفصاحهم عن طبيعة الدعم واسعة النطاق، فإنهم يساعدون زوجاتهم بشكل متزايد في الحصول على وظائف.

### الصراع العرقي
طبق كوران مفهوم تزييف التفضيل على الصراع العرقي في مقال «الأعراف العرقية وتحولها من خلال السلاسل التعاقبية للسمعة». يركز المقال على الإثنية، والعملية التي تكتسب فيها الأصول العرقية والرموز العرقية والروابط العرقية أهمية عملية.
غالبًا ما تكون الإثنية مصدرًا للهوية دون منع التعاون والتبادل والتواصل الاجتماعي والتزاوج عبر الحواجز الإثنية. في مثل هذه السياقات، قد تحافظ القوى الاجتماعية على هذه الحالة إلى أجل غير مسمى. سيحاول الأشخاص الذين يضمرون نية سيئة تجاه الجماعات العرقية الأخرى أن يبقوا كراهيتهم تحت السيطرة لتجنب معاقبتهم على الانقسام. لكن إذا أضعفت الصدمات السياسية والاقتصادية تلك القوى، فقد تبدأ عملية إثنية. تحديدًا، قد يبدأ الناس في تسليط الضوء على خصوصياتهم العرقية والتمييز ضد الأعراق الأخرى. ستسفر الضغوط الاجتماعية الناشئة بعد ذلك عن مزيد من الإثنية من خلال عملية ذاتية التعزيز، ما قد يؤدي إلى تصاعد الصراع الإثني.
أحد الآثار المترتبة على تحليل كوران هو أن البلدان المتشابهة ثقافيًا وسياسيًا واقتصاديًا وديموغرافيًا قد تظهر مستويات مختلفة جدًا من النشاط العرقي. السبب الآخر هو أن الكراهية القائمة على أساس عرقي قد تكون نواتج ثانوية للإثنية لا رئيسية نتاجها الرئيسي.

#### الحرب الأهلية اليوغوسلافية
يستخدم كوران الادعاء الوارد في المقال الذي سبق ذكره لإلقاء الضوء على كيف أن يوغوسلافيا السابقة، التي وُصفت ذات مرة بأنها نموذج لأمة متحضرة متعددة الأعراق، أصبحت منفصلة عرقيًا خلال فترة قصيرة وانحلت إلى جماعات عرقية في حالة حرب مع بعضها البعض. أشار إلى أن تزييف التفضيلات زاد من حدة الحرب الأهلية اليوغوسلافية، وأنه عجل بتفكك يوغوسلافيا إلى جمهوريات مستقلة قائمة على أساس عرقي.